# Austrodecus crenatum
Austrodecus crenatum är en havsspindelart som beskrevs av Child, C.A. 1994. Austrodecus crenatum ingår i släktet Austrodecus och familjen Austrodecidae. Inga underarter finns listade.